# فيليبو برلاتوري
فيليبو برلاتوري (1816-1877) (بالإنجليزية: Filippo Parlatore)‏ هو عالم نبات إيطالي.